# Oswaldo Alanís
Oswaldo Alanís Pantoja (Morelia, 18 de março de 1989), é um futebolista mexicano que atua como zagueiro. Atualmente, joga pelo Chivas Guadalajara.

## Títulos

### Clube
Santos Laguna
- Liga MX: Clausura 2015
- Copa México: Apertura 2014

Guadalajara
- Liga MX: Clausura 2017
- Copa México: Apertura 2015, Clausura 2017
- Supercopa MX: 2016